# مالكوم سويفت
مالكوم سويفت (21 أبريل 1974 في المملكة المتحدة - ) (بالإنجليزية: Malcolm Swift)‏ هو لاعب كريكت بريطاني. لعب مع Wiltshire County Cricket Club ‏.